# 五ヶ山駅
五ヶ山駅（ごかやまえき）は、かつて北海道雨竜郡沼田町北竜にあった日本国有鉄道（国鉄）札沼線の鉄道駅（廃駅）である。事務管理コードは▲120215。

## 歴史
- 1956年（昭和31年）11月16日 - 札沼線石狩追分 - 石狩沼田間復活と同時に新設[2]。
- 1972年（昭和47年）6月19日 - 札沼線新十津川 - 石狩沼田間の廃線により廃止となる[2]。

### 駅名の由来
富山県東礪波郡（現：南砺市）の五箇山地域から開拓民が入植したことによる。

## 駅構造
簡易型の1面1線。北海道道549号峠下沼田線の踏切札幌方の札幌に向かって右手（西北側）にホームが設置されていた。また、ホーム横の地上に駅舎があった。

## 駅跡
沼田工業団地の分譲地となっている。

## 周辺
- 北海道道549号峠下沼田線
- 国道275号
- 北海道道428号奥美葉牛沼田線
- 幌新太刀別川
- 沼田工業団地
  - 日本パッケージシステム北海道工場
  - 正和北海道工場

## 隣の駅
日本国有鉄道
札沼線
北竜駅 - 五ヶ山駅 - 石狩沼田駅